# ميخائيل دوفي (صحفي)
ميخائيل دوفي (بالإنجليزية: Michael Duffy)‏ هو صحفي أمريكي، ولد في 7 سبتمبر 1958 في كولومبوس في الولايات المتحدة.

## وصلات خارجية
- ميخائيل دوفي على موقع إن إن دي بي (الإنجليزية)